# Drepung (Tibet)
Drepung è il più grande monastero del Tibet, situato appena fuori la capitale, Lhasa. Viene soprannominato Mucchio di riso per l'essere costituito da un insieme caotico di costruzioni di colore bianco. Insieme a quelle dei monasteri di Ganden e Samye, la scuola di Drepung offriva il livello più alto di istruzione nei settori della filosofia e della teologia del Buddismo tibetano (Lamaismo) di scuola Gelug.
Venne fondato nel 1416 da Jamyang Chojey, discepolo di Je Tsongkhapa, fondatore della scuola Gelug.
Custodisce molti tesori, o meglio, ciò che ne resta dopo la distruzione conseguente all'occupazione cinese. Al suo interno vivevano migliaia (forse 10.000) di monaci, molti furono costretti poi a fuggire, i pochi rimasti vennero uccisi durante i bombardamenti cinesi, oppure sono stati imprigionati per reati di opinione.
Da alcuni anni, i monaci sono tornati ad abitare il monastero, parzialmente restaurato.

## Galleria d'immagini

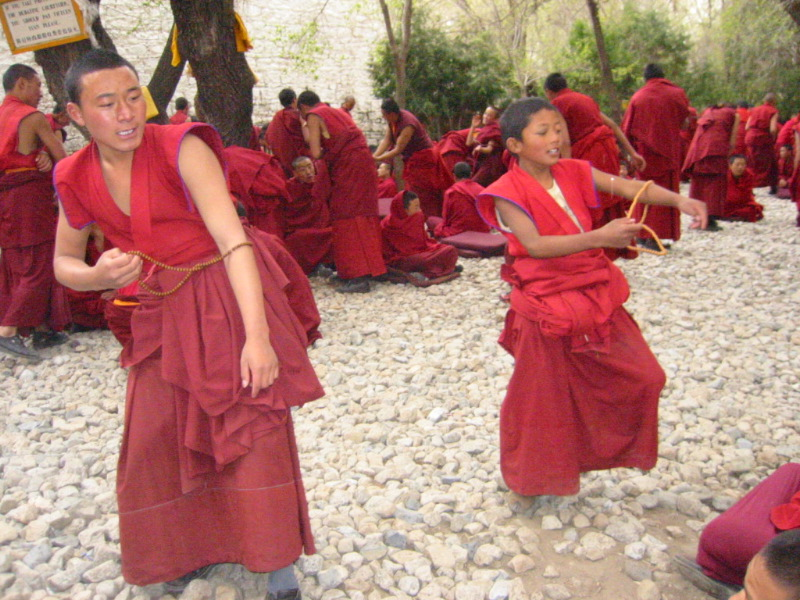
Giovani monaci all'esterno del monastero
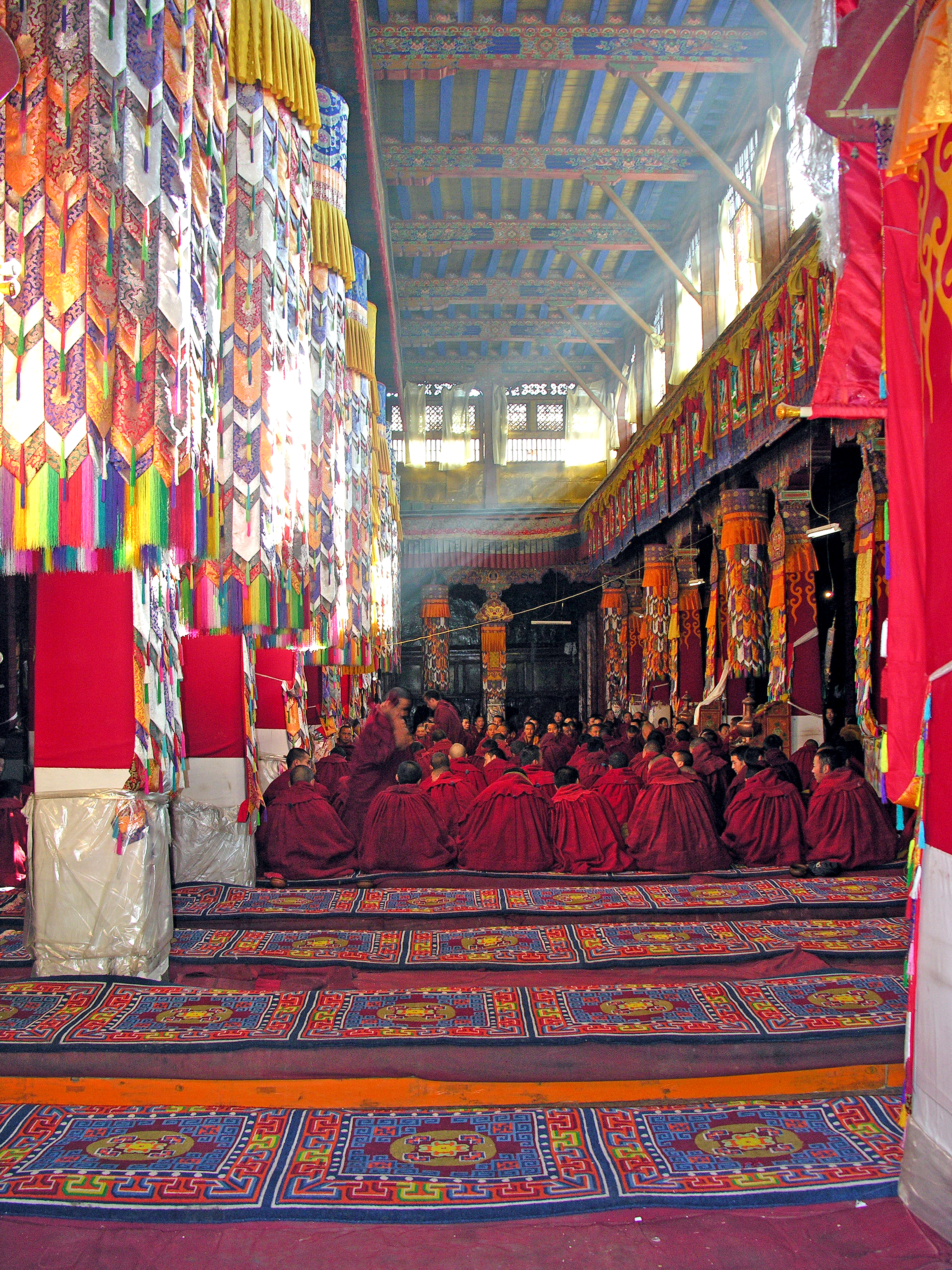
Monaci nella grande assemblea nel 2006
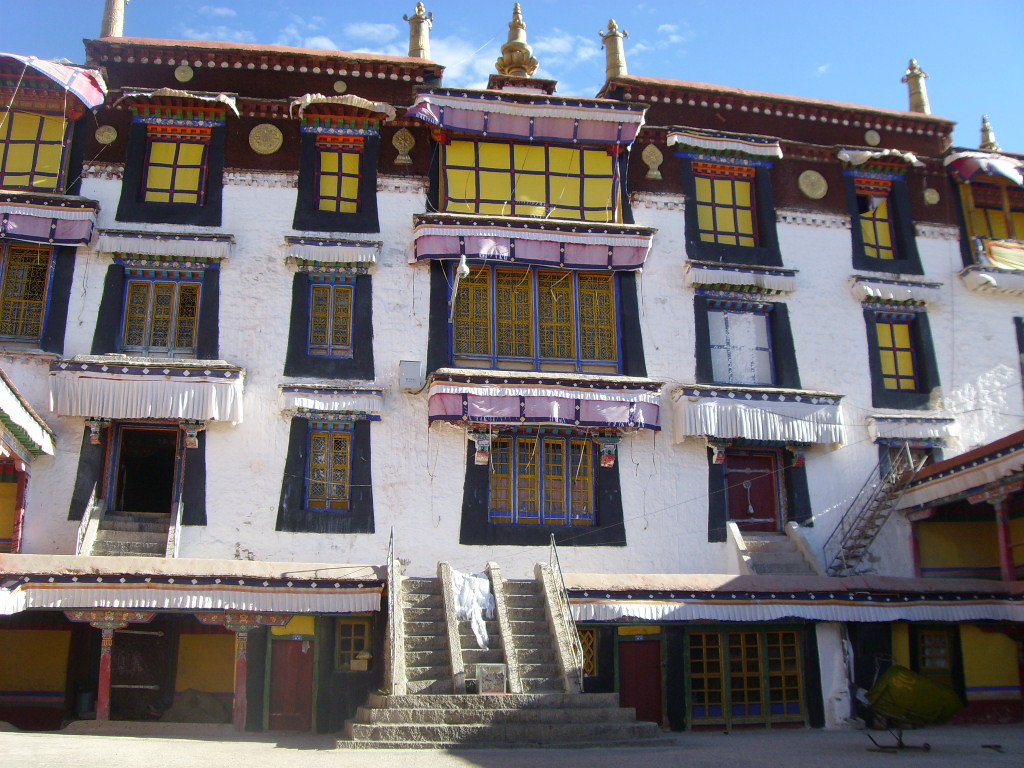
La residenza del Dalai Lama
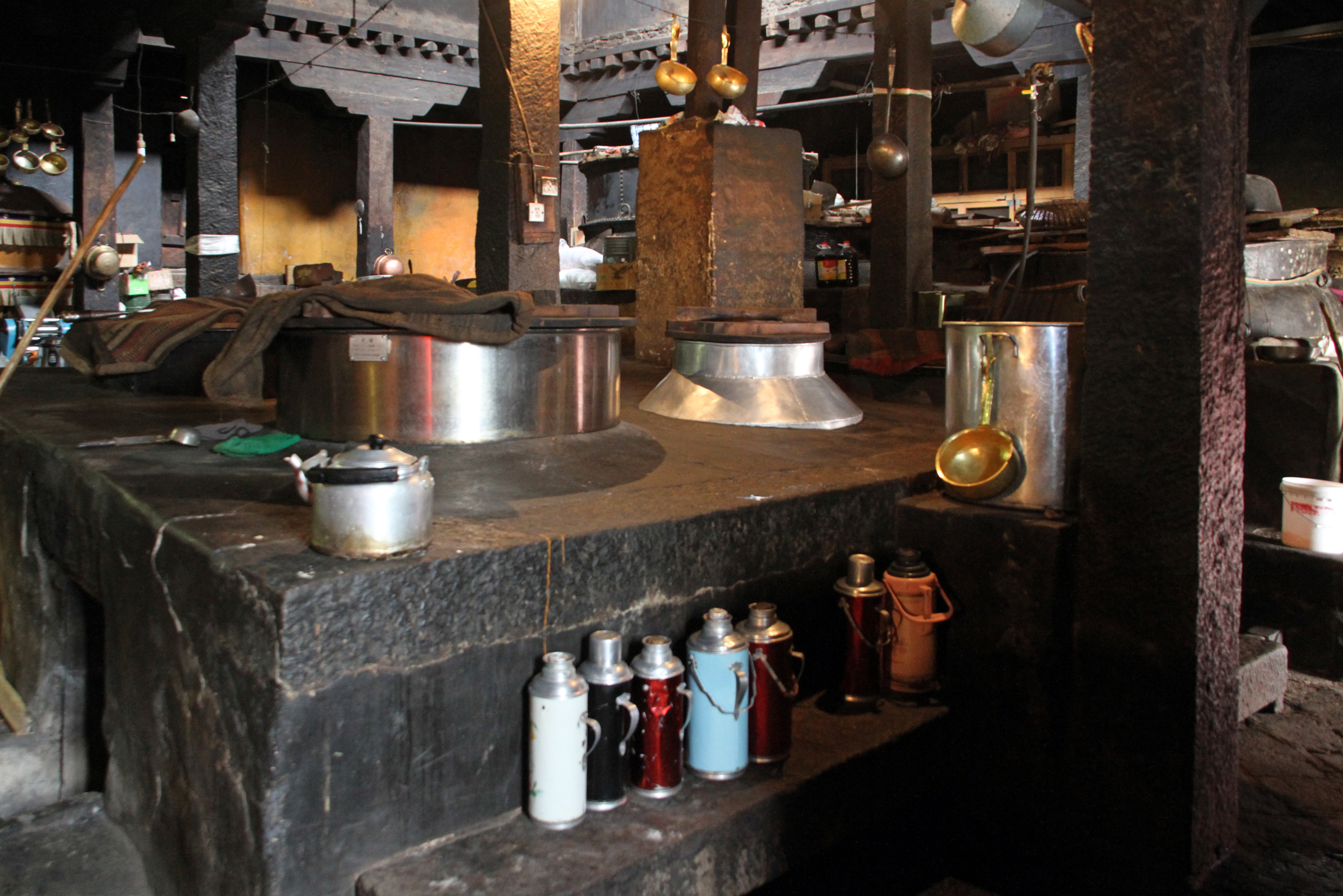
La cucina